# Ramerturm

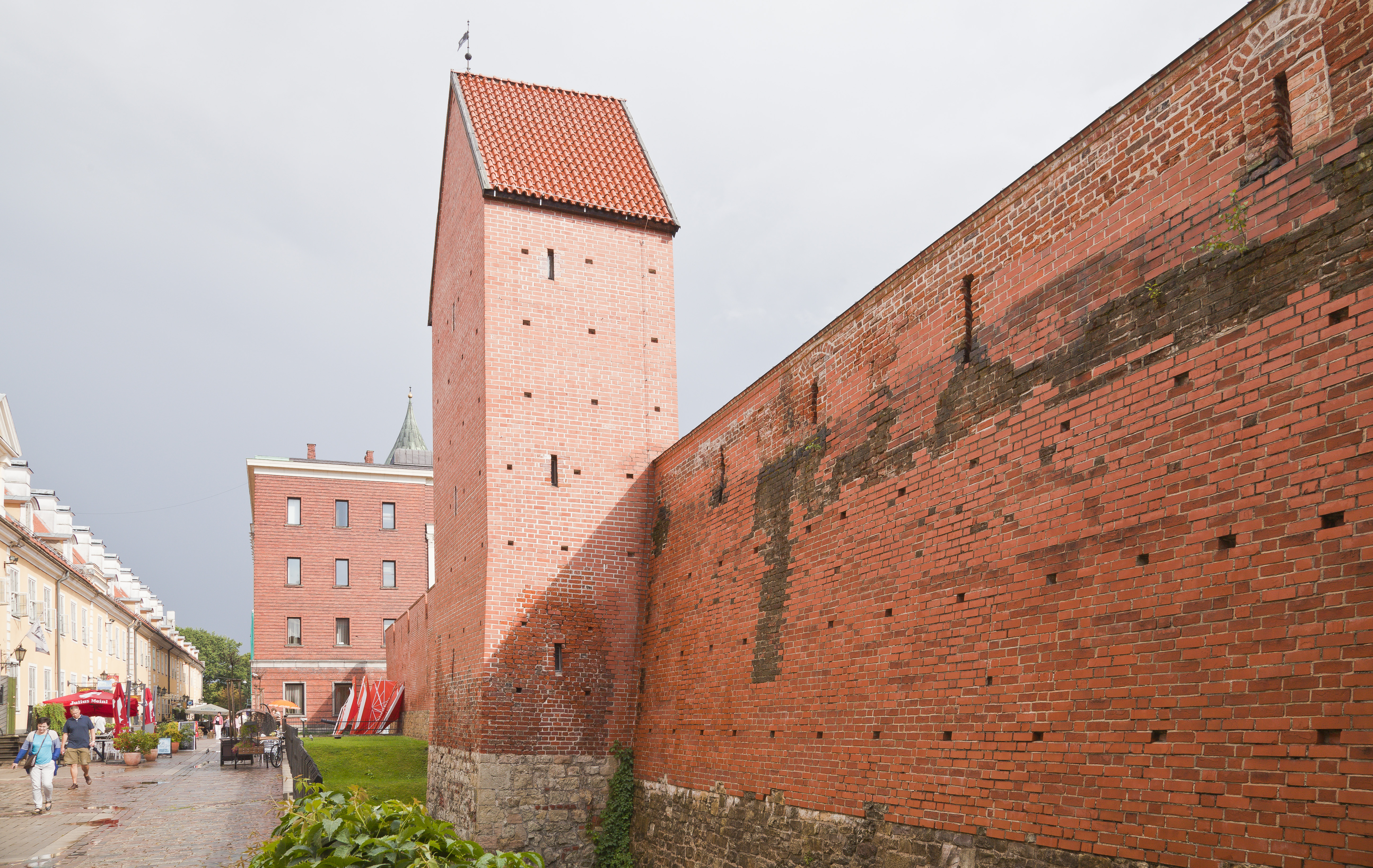
Ramerturm, Nordseite, Blick von Westen aus der Turmstraße

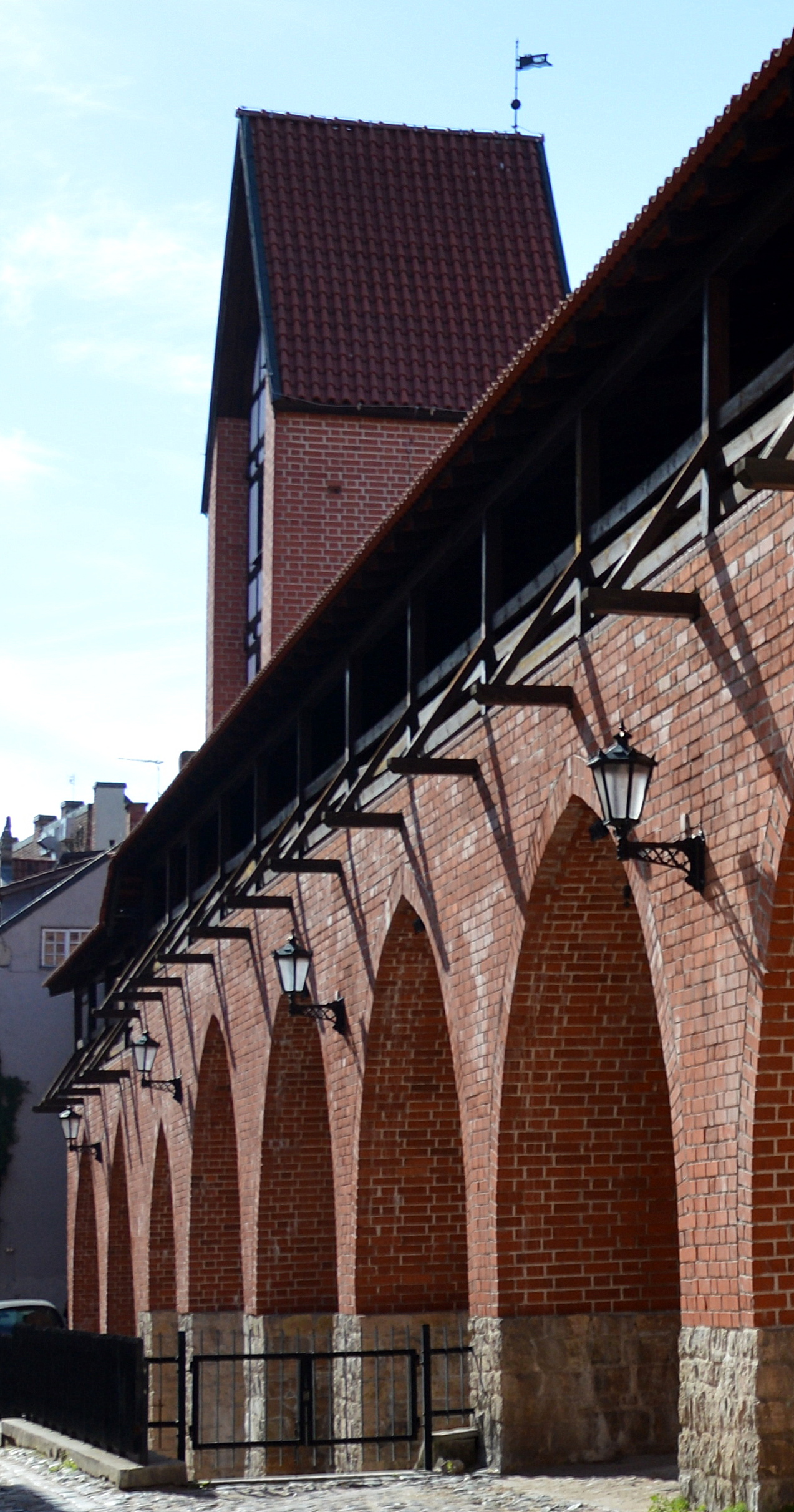
Blick von Osten aus der Lärmstraße

Der Ramerturm (lettisch Rāmera tornis) ist ein Turm der historischen Rigaer Stadtbefestigung der lettischen Hauptstadt Riga.

## Lage
Er befindet sich an der Nordseite der Rigaer Altstadt. Südlich des Turms verläuft die Lärmstraße (lettisch Trokšņu iela), nördlich die Turmstraße (Torņa iela).

## Gestaltung und Geschichte
Der Turm entstand in der ersten Hälfte des 13. Jahrhunderts auf rechteckigem Grundriss und war nach Süden zur Stadt hin offen. Im 16. Jahrhundert verlor die Stadtmauer aufgrund der Fortentwicklung der Waffentechnik ihre militärische Bedeutung. Es wurden beiderseits Gebäude angebaut, dabei wurde auch der Ramerturm überbaut. Beim Abriss der baufälligen Gebäude Lärmstraße 15 und 17 wurden im Jahr 1913 die Reste des Ramerturms wiederentdeckt. Es bestanden noch auf einer Höhe von zwei Stockwerken drei Wände. Im Laufe des 20. Jahrhunderts erfolgten archäologische Ausgrabungen. Dabei wurde festgestellt, dass aufgrund von Mängeln an einer Mauer des Fundaments der untere Raum des Turms ursprünglich verfüllt worden war, um einen Einsturz der Mauer zu verhindern. Außerdem wurden ein Pferdeschädel und weitere Tierschädel gefunden, die als Opfergabe beim Bau des Turms mit vermauert worden waren. Von 1985 bis 1987 wurde der Turm restauriert und rekonstruiert.